# Зозуляк Євген Тадейович
Євге́н Таде́йович Зозуля́к (нар. 25 квітня 1943, с. Збриж, Борщівський район, Тернопільська область) — український журналіст, письменник. Член Національної спілки письменників України (1996 р.), член Національної спілки журналістів України (1980 р.).

## Відзнаки
- Тернопільська обласна премія імені Миколи Костенка (1994),
- італійська медаль і диплом «FIDUCIA POETICA» (2001),
- Всеукраїнська літературно-мистецька премія імені Братів Богдана та Левка Лепких (2003).

## Життєпис
Навчався у Збризькій початковій, Бурдяківській семирічній і Скала-Подільській середній школах. У селі Бурдяківцях, куди переїхала його сім'я, працював механізатором.
Від січня 1967 року — літературний працівник, згодом завідувач відділу листів, відділу сільського господарства районної газети «Надзбручанська правда» у Борщові.
Заочно навчався на факультеті журналістики Львівського державного університету ім. Івана Франка, який закінчив у 1983 році.
У 1986—1991 роках жив у Шумську і працював власкором газети «Вільне життя».
У 1992—1994 роках — редактор відділу газети «Русалка Дністрова».
У 1995—2009 — оглядач з питань культури «Вільного життя».

## Творча діяльність
Журналістську працю поєднує з літературною творчістю. Першого вірша «Коваль» опублікував сорок літ тому у райгазеті «Надзбручанська правда».
Автор багатьох статей про письменників Тернопільщини, які друкувалися у газетах «Літературна Україна», «Русалка Дністрова», «Вільного життя». Пропагує творчість молодих поетів, напутнім словом вводить у літературу авторів перших книжок.
У перекладах його твори друкувалися в Італії та Росії. Низка поезій перекладена мовою есперанто.